# 今泉站
今泉站（日语：／ Imaizumi eki */?）是一個位於日本山形縣長井市今泉，屬於東日本旅客鐵道（JR東日本）、山形鐵道的鐵路車站。

## 概要
此站有JR東日本的米坂線與山形鐵道的花長井線停靠，是共同使用站。

## 車站構造

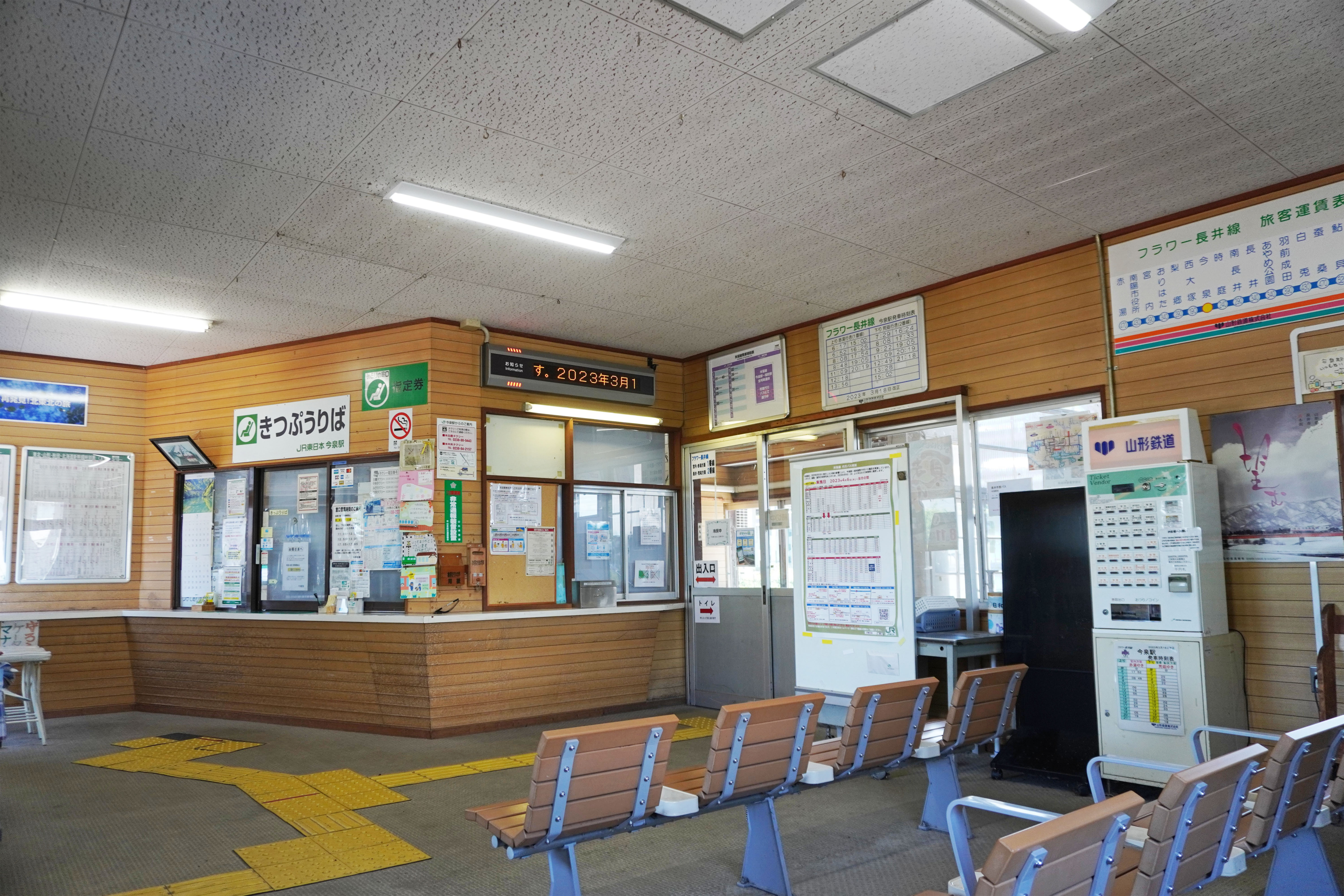
檢票口（2023年7月）

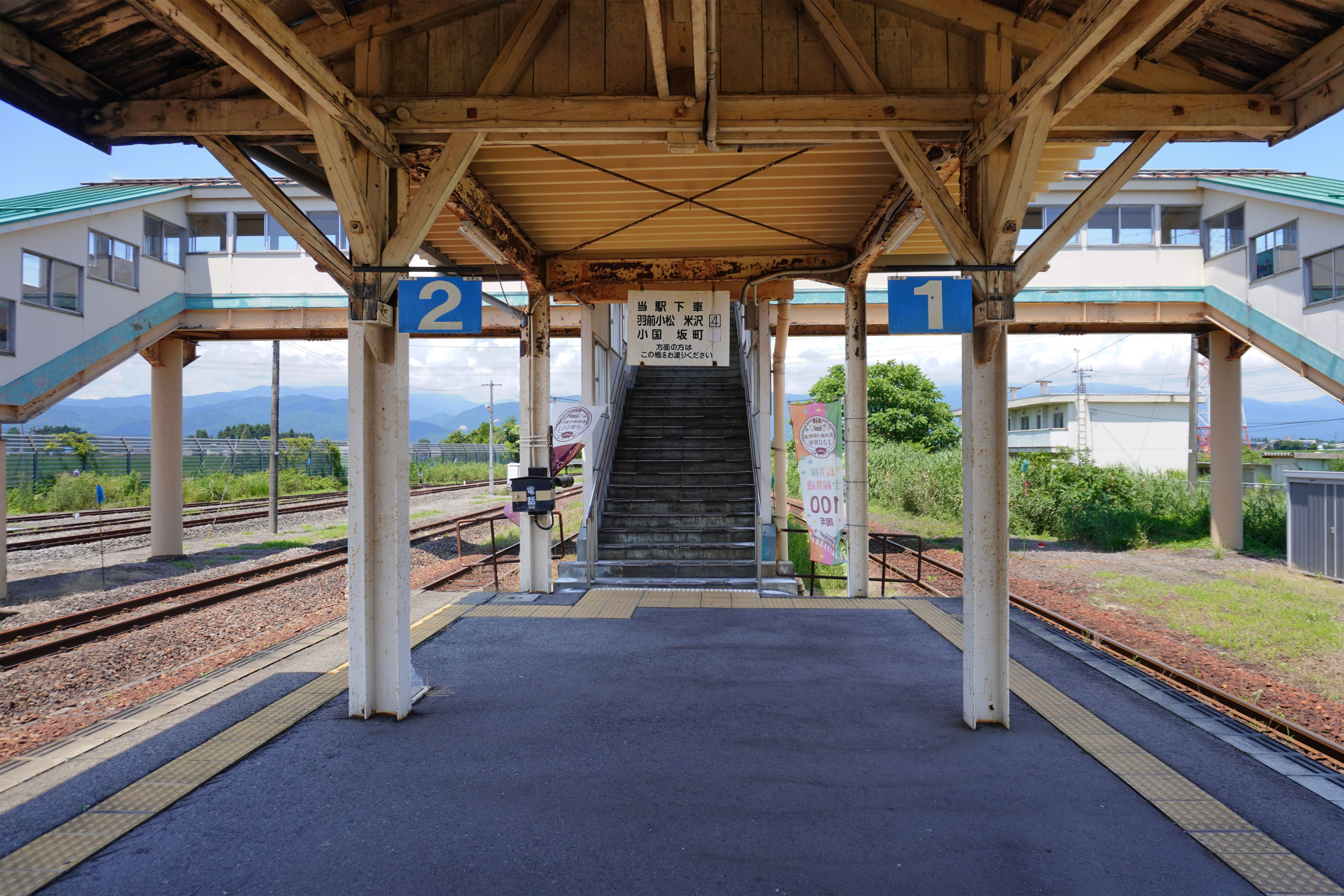
1號與2號月台（2023年7月）

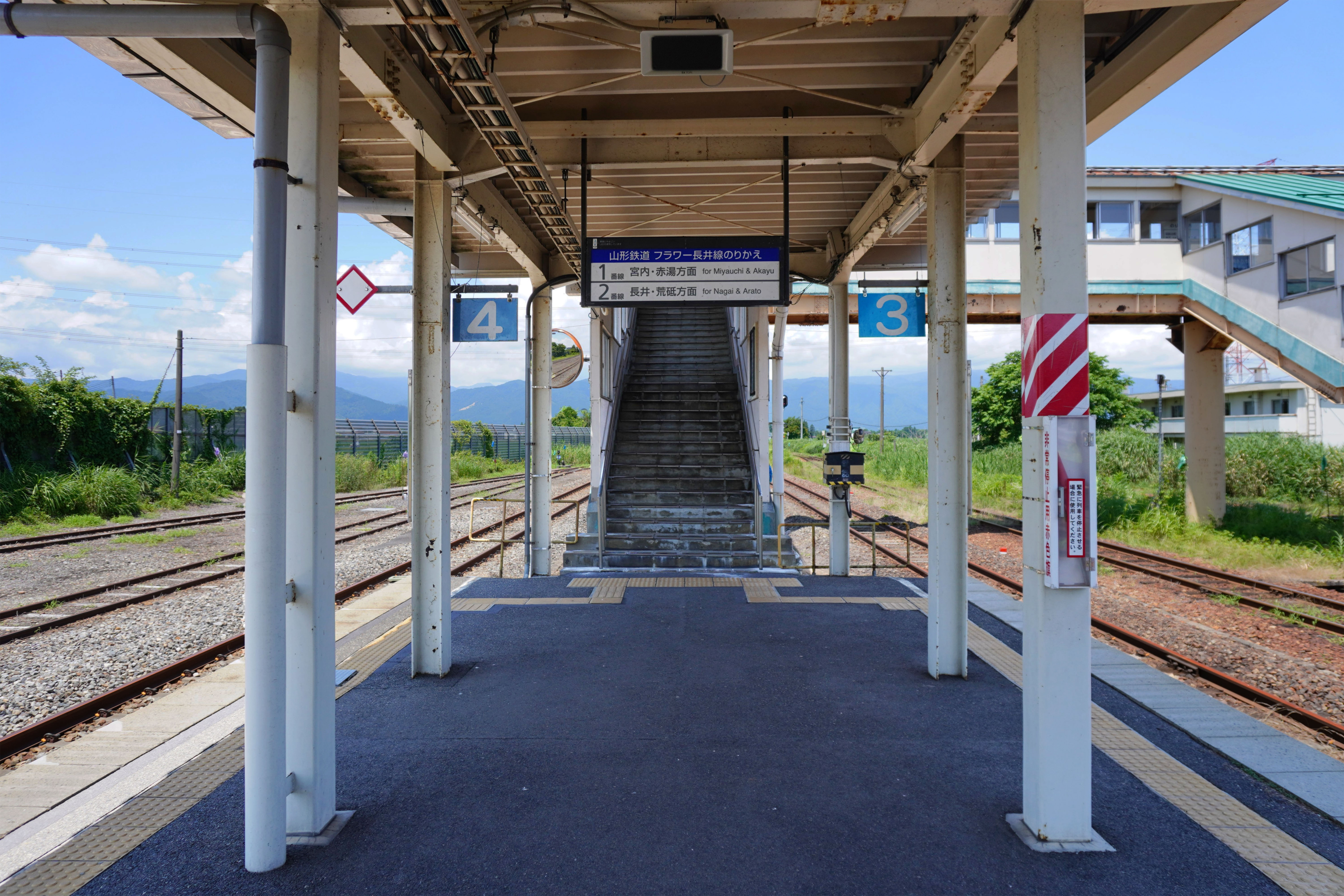
3號與4號月台（2023年7月）

島式月台2面4線的地面車站。站舍（東側）與兩個月台以跨線橋聯絡。

### 月台配置
| 月台 | 路線      | 方向 | 目的地             | 備註              |
| ---- | --------- | ---- | ------------------ | ----------------- |
| 1    | ■花長井線 | 上行 | 宮內、赤湯方向     |                   |
| 2    | ■花長井線 | 下行 | 長井、荒砥方向     |                   |
| 3    | ■米坂線   | 上行 | 羽前小松、米澤方向 | 此站始發為4號月台 |
| 4    | ■米坂線   | 下行 | 小國、坂町方向     |                   |

## 使用情況
- JR東日本 - 2018年度（平成30年度）1日平均上車人次為230人[JR 1]。
- 山形鐵道 - 2016年度（平成28年度）年間上車人次為61,200人[山形 1]。

近年的推移如下表。此統計包括轉乘客。
| 上車人次推移       | 上車人次推移                     | 上車人次推移                    |
| 年度               | JR東日本（1日平均） （單位：人） | 山形鐵道（年間） （單位：百人） |
| ------------------ | -------------------------------- | ------------------------------- |
| 2000年（平成12年） | 439                              |                                 |
| 2001年（平成13年） | 408                              |                                 |
| 2002年（平成14年） | 401                              |                                 |
| 2003年（平成15年） | 385                              |                                 |
| 2004年（平成16年） | 375                              |                                 |
| 2005年（平成17年） | 350                              |                                 |
| 2006年（平成18年） | 288                              |                                 |
| 2007年（平成19年） | 292                              | 801                             |
| 2008年（平成20年） | 258                              | 781                             |
| 2009年（平成21年） | 251                              | 754                             |
| 2010年（平成22年） | 248                              | 773                             |
| 2011年（平成23年） | 249                              | 768                             |
| 2012年（平成24年） | 235                              | 736                             |
| 2013年（平成25年） | 226                              | 670                             |
| 2014年（平成26年） | 201                              | 642                             |
| 2015年（平成27年） | 217                              | 624                             |
| 2016年（平成28年） | 218                              | 612                             |
| 2017年（平成29年） | 225                              |                                 |
| 2018年（平成30年） | 230                              |                                 |

## 相鄰車站
東日本旅客鐵道（JR東日本）
■米坂線
□快速「紅花」、■普通
犬川－今泉－萩生
山形鐵道
■花長井線
西大塚－今泉－時庭

### 使用情況

#### JR東日本
1. 1 2  . 東日本旅客鉄道.   [2019-07-24]. （原始内容存档于2019-07-05）.
2. ↑  . 東日本旅客鉄道.   [2019-02-23]. （原始内容存档于2019-04-02）.
3. ↑  . 東日本旅客鉄道.   [2019-02-23]. （原始内容存档于2019-02-22）.
4. ↑  . 東日本旅客鉄道.   [2019-02-23]. （原始内容存档于2019-04-02）.
5. ↑  . 東日本旅客鉄道.   [2019-02-23]. （原始内容存档于2019-03-27）.
6. ↑  . 東日本旅客鉄道.   [2019-02-23]. （原始内容存档于2019-02-23）.
7. ↑  . 東日本旅客鉄道.   [2019-02-23]. （原始内容存档于2019-04-02）.
8. ↑  . 東日本旅客鉄道.   [2019-02-23]. （原始内容存档于2019-04-02）.
9. ↑  . 東日本旅客鉄道.   [2019-02-23]. （原始内容存档于2019-04-02）.
10. ↑  . 東日本旅客鉄道.   [2019-02-23]. （原始内容存档于2019-02-22）.
11. ↑  . 東日本旅客鉄道.   [2019-02-23]. （原始内容存档于2019-04-02）.
12. ↑  . 東日本旅客鉄道.   [2019-02-23]. （原始内容存档于2019-04-02）.
13. ↑  . 東日本旅客鉄道.   [2019-02-23]. （原始内容存档于2019-04-02）.
14. ↑  . 東日本旅客鉄道.   [2019-02-23]. （原始内容存档于2019-03-27）.
15. ↑  . 東日本旅客鉄道.   [2019-02-23]. （原始内容存档于2019-03-06）.
16. ↑  . 東日本旅客鉄道.   [2019-02-23]. （原始内容存档于2019-03-06）.
17. ↑  . 東日本旅客鉄道.   [2019-02-23]. （原始内容存档于2019-03-23）.
18. ↑  . 東日本旅客鉄道.   [2019-02-23]. （原始内容存档于2019-02-14）.
19. ↑  . 東日本旅客鉄道.   [2019-02-23]. （原始内容存档于2019-03-25）.

#### 山形鐵道
1. 1 2 3   (PDF). 山形県統計年鑑（平成28年）. 山形県: 230. 2016  [2019-02-18]. （原始内容 (PDF)存档于2019-02-18）. 外部链接存在于|work= (帮助)
2. 1 2   (PDF). 山形県統計年鑑（平成20年～平成24年）. 山形県. 2010  [2019-02-18]. （原始内容 (PDF)存档于2019-02-18）. 外部链接存在于|work= (帮助)
3. 1 2   (PDF). 山形県統計年鑑（平成20年～平成24年）. 山形県: 208. 2010  [2019-02-18]. （原始内容 (PDF)存档于2019-02-18）. 外部链接存在于|work= (帮助)
4. 1 2   (PDF). 山形県統計年鑑（平成20年～平成24年）. 山形県: 206. 2012  [2019-02-18]. （原始内容 (PDF)存档于2019-02-18）. 外部链接存在于|work= (帮助)
5. 1 2   (PDF). 山形県統計年鑑（平成25年～平成27年）. 山形県: 230. 2014  [2019-02-18]. （原始内容 (PDF)存档于2019-02-18）. 外部链接存在于|work= (帮助)

## 外部連結
- JR東日本 今泉站（页面存档备份，存于）